# Нурмат
Нурмат — пресноводное озеро на территории Поросозерского сельского поселения Суоярвского района Республики Карелии.

## Общие сведения
Площадь озера — 3,9 км². Располагается на высоте 168,3 метров над уровнем моря.
Форма озера продолговатая: оно более чем на четыре километра вытянуто с северо-запада на юго-восток. Берега несильно изрезанные, каменисто-песчаные, местами заболоченные.
Из юго-восточной оконечности озера вытекает безымянная протока, впадающая с левого берега в реку Совдозерку, которая, в свою очередь, впадает в озеро Кинаспуоли, соединяющееся короткой протокой с рекой Суной.
Вдоль северо-восточного берега озера проходит дорога местного значения.
Населённые пункты вблизи водоёма отсутствуют.
Код объекта в государственном водном реестре — 01040100211102000017944.

## Панорама

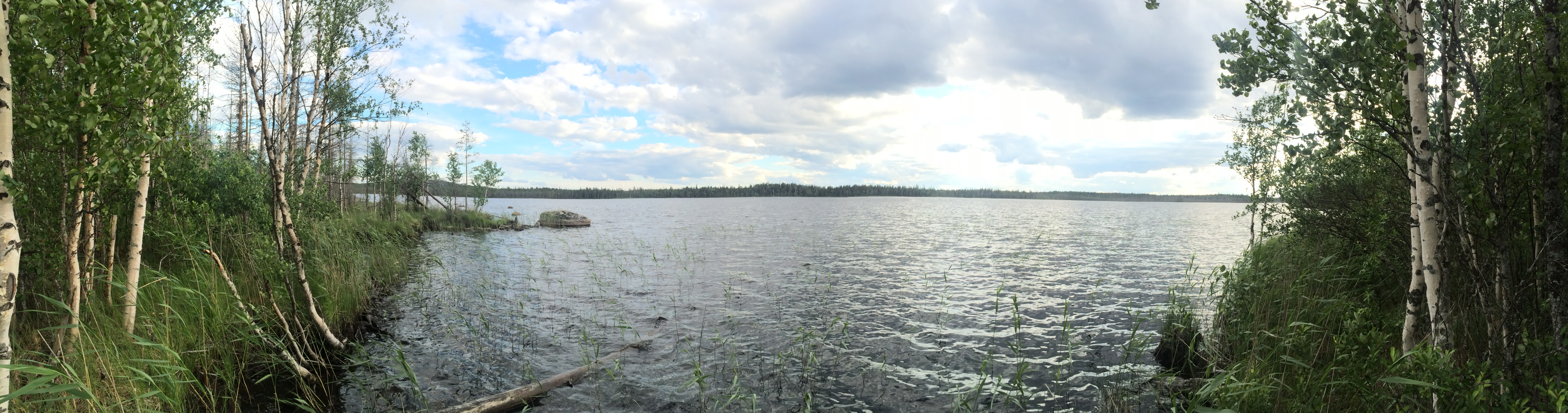
Панорама